# Giuramento efebico
Il giuramento efebico era un giuramento prestato da giovani uomini dell'Atene classica, tipicamente figli diciottenni di cittadini ateniesi, dopo l'ingresso nell'accademia militare, il Collegio Efebico, laurea che era richiesta per ottenere lo status di cittadini. Il richiedente sarebbe stato vestito con armatura completa, scudo e lancia nella mano sinistra, la mano destra alzata e toccante la mano destra del moderatore. Il giuramento è citato dall'oratore attico Licurgo, nella sua opera Contro Leocrate (IV secolo a.C.), sebbene sia certamente arcaico (V secolo a.C.). L'Efebate, un'organizzazione per l'addestramento dei giovani di Atene, principalmente in materia militare, esisteva dal V secolo a.C. ma fu riorganizzata da Licurgo. Il giuramento veniva prestato nel tempio di Aglauro, figlia di Cecrope, probabilmente all'età di diciotto anni quando il giovane veniva sottoposto a un esame  (greco: δοκιμασία) e faceva iscrivere il suo nome nel registro demografico. Era poi un efebo fino all'età di vent'anni.

## Il giuramento
Il giuramento efebico è conservato su un'iscrizione di Acarnae, scritta alla metà del IV secolo a.C. Altre versioni del giuramento sono conservate nelle opere di Stobeo e Polluce.

### Testo greco
"Οὐ καταισχυνῶ τὰ ὅπλα τὰ ἱερὰ, οὐδ' αταλείψω τὸν παραστάτην ὅτῳ ἂν στοιχήσω· μυνῶ δὲ καὶ ὑπὲρ ἱερῶν καὶ ὁσίων καὶ μόνος καὶ μετὰ πολλῶν. αὶ τὴν πατρίδα οὐκ ἐλάσσω παραδώσω, πλείω δὲ καὶ ἀρείω ὅσης ἂν παραδέξωμαι. αὶ εὐηκοήσω τῶν ἀεὶ κραινόντων μφρόνως καὶ τοῖς θεσμοῖς τοῖς ἰδρυμένοις πείσομαι καὶ οὕστινας ἂν ἄλλους τὸ πλῆθος ἰδρύσηται ὁμοφρόνως ·καὶ ἀναθεσμ μ ο ομο ο αὶ ἱερὰ τὰ πάτρια τιμήσω. ἵστορες τούτων Ἄγλαυρος, Ἐνυάλιος, Ἄρης, Ζεύς, Θαλλώ, Αὐξώ, Ἡγεμόνη.

## Uso moderno
Il giuramento è stato ripreso per essere utilizzato nelle istituzioni educative di tutto il mondo come una dichiarazione di virtù civica.